# 日朝国交正常化推進議員連盟
日朝国交正常化推進議員連盟（にっちょうこっこうせいじょうかすいしんぎいんれんめい）は、自民党の山崎拓と民主党の川上義博らが中心となって北朝鮮との交流を重視する議員を集めた日本の超党派の議員連盟。2008年5月22日に設立総会を開き結成された。現在は自民党・立憲民主党・日本維新の会・公明党・国民民主党・共産党・社民党の7党と無所属の国会議員などから構成される。

## 概要
北朝鮮の核問題・拉致問題・ミサイルといった諸問題を解決するためには、日朝平壌宣言に基づき交渉を進めるべきとして、政府に働きかける一方、議連として訪朝するなどして、日朝国交正常化の早期実現を目指す。
当初100名近い参加者を予定していたが、国民世論の反発によって参加を渋る議員も増え、実質的に70名余りの参加者に留まった。しかし、参加・表明こそしていないがこの考えに近い議員もいる。
2011年から活動が停止されていたが、2018年6月21日、議員会館で総会を開き、約40名の与野党議員が集まり活動を再開。この時の講師役は、平成14年9月の小泉純一郎首相（当時）の初訪朝時の交渉役だった田中均元外務審議官と、在日本朝鮮人総連合会（朝鮮総連）の機関紙「朝鮮新報」の金志永・平壌支局長であった。

## 参加議員
会長
- 衛藤征士郎 （自民党）[3]

会長代行
- 額賀福志郎（自民党）[4]

幹事長
- 中谷元（自民党）[4]

幹事長代理
- 平沢勝栄（自民党）[5]

副幹事長
- 岩屋毅（自民党）[6]

幹事
- 山口壯（自民党）[6]
- 山下芳生（日本共産党）[7][8]

顧問
- 岸田文雄（自民党）[4]
- 福島瑞穂（社会民主党）[9]

筆頭副会長
- （空席）

副会長
- 辻元清美（立憲民主党）[6]

事務局長
- （空席）

事務局長次長
- （空席）

会計監査
- （空席）

役員
- 石田真敏（自民党）[7]

委員
- 石破茂（自民党）[10][11]
- 小渕優子（自民党）[11]
- 小島敏文（自民党）[12]
- 坂本哲志（自民党）[13]
- 船田元（自民党）[7]
- 茂木敏充（自民党）[7]
- 中村裕之（自民党）[14]
- 森山裕（自民党）[7]
- 石井正弘（自民党）[15]
- 近藤和也（立憲民主党）[16]
- 馬場伸幸（日本維新の会）[11]
- 玉木雄一郎（国民民主党）[11]
- 赤嶺政賢（日本共産党）[17]
- 井上哲士（日本共産党）[18]

## 所属していた議員
- 石原伸晃（自民党）[4]
- 生方幸夫（無所属）[4]
- 岩國哲人（筆頭副会長・自民党）[7]
- 遠藤乙彦（副会長・公明党）[7]
- 大野功統（役員・自民党）[7]
- 大前繁雄（役員・無所属）[7]
- 加賀谷健（委員・旧民主党）[7]
- 川上義博（事務局長・自民党）[7]
- 神本美恵子（委員・旧立憲民主党）
- 加藤紘一（顧問・自民党）[7]
- 亀井静香（顧問・無所属）[7]
- 河村建夫（自民党）[4]
- 左藤章（自民党）[19]
- 重野安正（委員・社会民主党）[7]
- 菅野哲雄（委員・社会民主党）[7]
- 木村義雄（委員・自民党）
- 小杉隆（委員・自民党）[7]
- 城島光力（幹事長代行・民進党）[7]
- 自見庄三郎（副会長・無所属）[7]
- 下地幹郎（無所属）[4]
- 鈴木克昌（委員・自由党）[7]
- 平将明（委員・自民党）[7]
- 田野瀬良太郎（会計監査・自民党）[7]
- 竹下亘（自民党）[4]
- 谷畑孝（副会長・日本維新の会）[4]
- 谷博之（委員・民主党）[7]
- 遠山清彦（副幹事長・無所属）[20]
- 土肥隆一（幹事・無所属）[7]
- 冨岡勉（自民党）
- 並木正芳（委員・無所属）[7]
- 野田毅（自民党）
- 馳浩（事務局長・自民党）
- 鉢呂吉雄（委員・立憲民主党）
- 浜田昌良（委員・公明党）
- 東順治（顧問・公明党）[7]
- 日森文尋（委員・社会民主党）[7]
- 平岡秀夫（委員・立憲民主党）[7]
- 藤末健三（委員・自民党）
- 藤谷光信（委員・民主党）[7]
- 増子輝彦（副会長・無所属）[4]
- 松岡徹（委員・民主党）[7]
- 又市征治（副会長・社会民主党）[21]
- 峰崎直樹（委員・民主党）[7]
- 保岡興治（委員・自民党）[7]
- 安次富修（役員・自民党）[7]
- 山崎拓（会長・自民党）[7]
- 山下八洲夫（委員・立憲民主党）[7]
- 山下栄一（委員・公明党）[7]
- 山内徳信（幹事・社会民主党）[7]
- 吉村剛太郎（委員・無所属）[7]
- 渡辺具能（委員・自民党）[7]
- 二階俊博（顧問・自民党）[4]
- 井上義久（顧問・公明党）[4]
- 菅直人（顧問・立憲民主党）[9]
- 塩谷立（副会長・無所属）[4]
- 北側一雄（副会長・公明党）[4]
- 中川正春（副会長・立憲民主党）[4]
- 笠井亮（副会長・日本共産党）[4]
- 林幹雄（委員・自民党）[7]
- 務台俊介（事務局長次長・自民党）[22]
- 武田良太（自民党）[7]